# Saururaceae
Saururaceae — родина рослин, що включає чотири роди та сім видів трав'янистих квіткових рослин, які родом із східної та південної Азії та Північної Америки.

## Морфологічна характеристика
Це трави, водні чи болотисті, багаторічні, кореневищні, ароматні, від голих до запушених. Стебла прості чи розгалужені, прямовисні, висхідні чи розпростерті. Листки на ніжках, прості, чергові, прикореневі і/чи стеблові, м'ясисті й ароматні. Пластини переважно довгасті чи яйцеподібні, з цілими краями. Присутні прилистки, які зазвичай зрощені з ніжками. Квітки зібрані разом у кінцеві, китицеподібні чи колосоподібні суцвіття. Квітки актиноморфні, двостатеві, білуваті, дрібні. Листочки оцвітини відсутні. Приквітки часто використовуються для залучення запилювачів. Утворюються більш-менш м'ясисті листянки чи коробочки. Насіння від 1 до багато, дрібне.

## Використання
Anemopsis californica, Houttuynia cordata, Saururus cernuus і Saururus chinensis мають лікувальне використання. Houttuynia cordata вживається в їжу: молоді ніжні пагони та листки сирими чи приготовленими; корінь вареним. Anemopsis californica вживається в їжу корінь сирим чи приготовленим.

## Систематика
Saururaceae
- Anemopsis Hook. & Arn. — США, Мексика
  - Anemopsis californica (Nutt.) Hook. & Arn.
- Gymnotheca Decne. — пд. Китай, В'єтнам
  - Gymnotheca chinensis Decne.
  - Gymnotheca involucrata C.Pei
- Houttuynia Thunb. — від Гімалаїв до Східної Азії й Індокитаю
  - Houttuynia cordata Thunb.
- Saururus L. — сх. Канада, сх. США, Мексика, і від Китаю до Східної Азії й Філіппін
  - Saururus cernuus L.
  - Saururus chinensis (Lour.) Baill.
  - викопні види: †Saururus aquilae, †Saururus stoobensis, †Saururus tuckerae